# VDL Citea
Der Citea ist ein Linienbus des niederländischen Busherstellers VDL Bus & Coach. Ein Demonstrationsbus wurde auf der 'UITP Mobility and City Transport Exhibition 2007' in Helsinki präsentiert. Der Citea wird in drei verschiedenen Varianten verkauft: als Low-Entry-Bus (CLE, Citea Low Entry), als Leichtgewichts-Low-Entry-Bus (LLE, Light Low Entry) sowie als Niederflurbus mit Turmmotor (CLF, Citea Low Floor). Eine Variante als Doppeldeckerbus (DLF, Double deck Low Floor) war als Prototyp ab August 2015 bei den Berliner Verkehrsbetrieben (BVG) in Erprobung.

## Geschichte

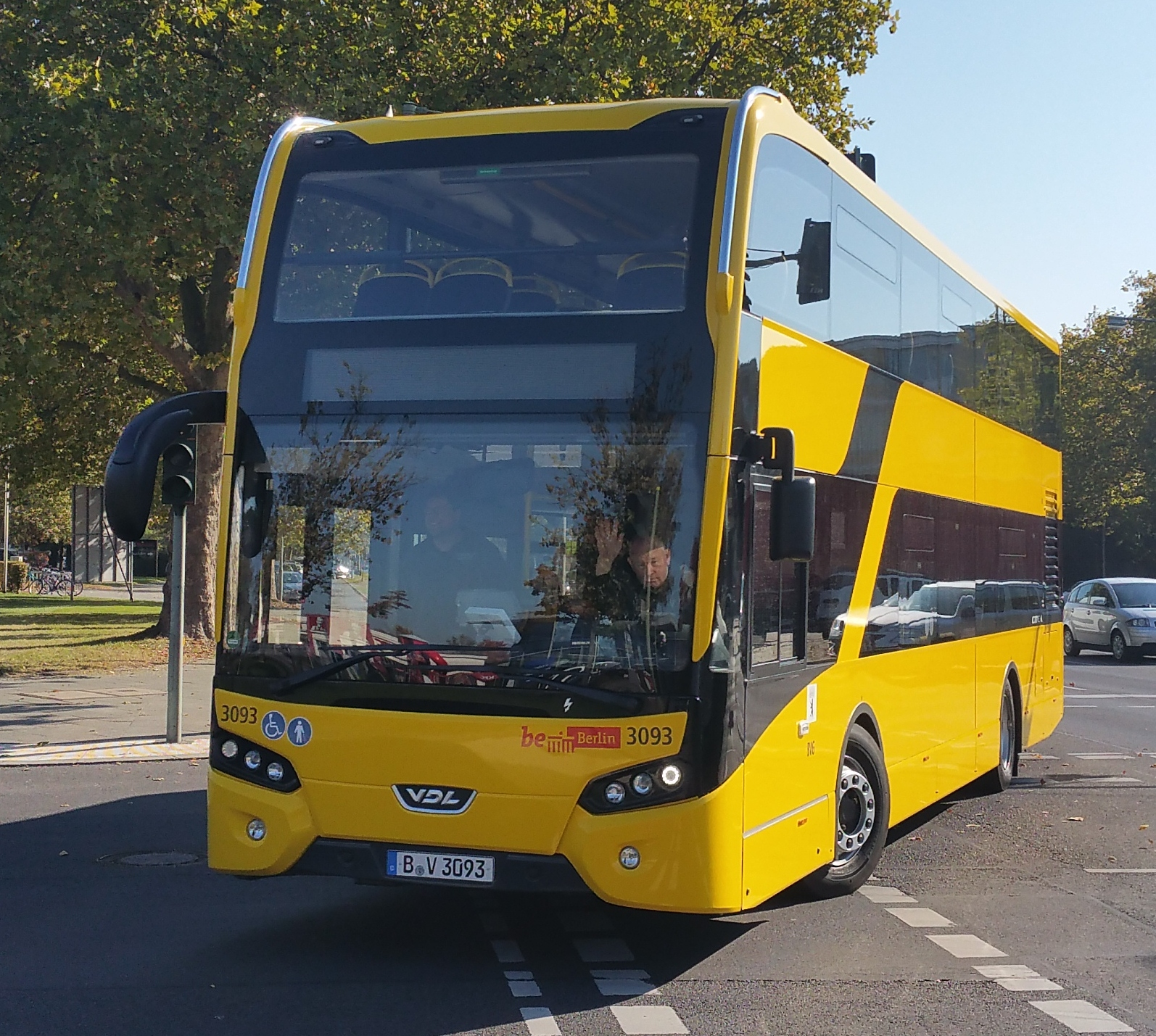
Doppeldecker-Prototyp im August 2015 bei der BVG in Berlin

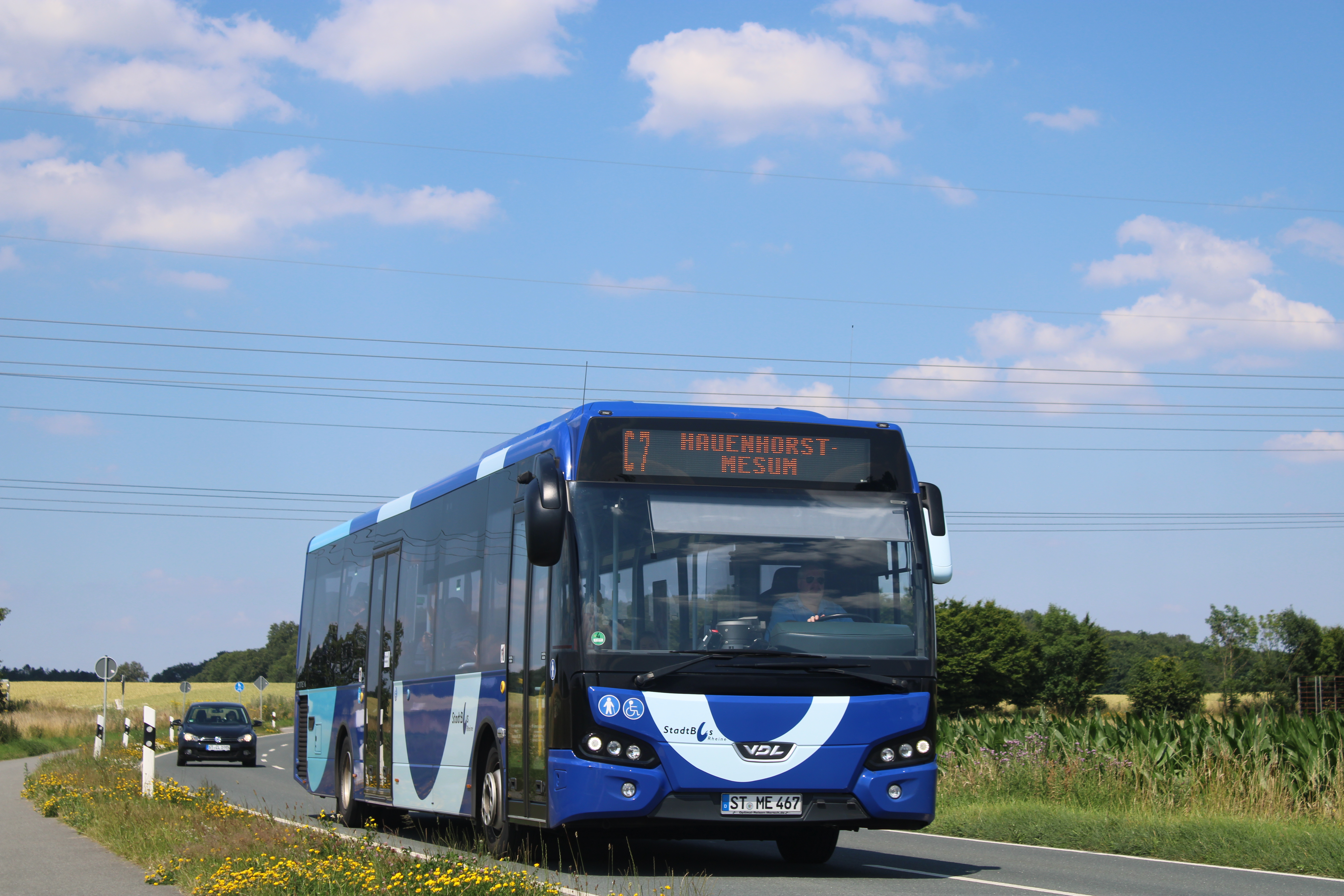
VDL Citea LLE-120 in Rheine

Die ersten zehn Citea wurden 2008 vom niederländischen Verkehrsunternehmen Connexxion bestellt. Am 10. November 2008 wurde ein großer Auftrag über 518 VDL Citea durch die RTA aus Dubai bekannt, die ersten Citea wurden am 29. Juni 2009 nach Dubai geliefert. Im Juni/Juli wurde ein Citea CLF 120 an den ersten Kunden in Deutschland, die HEAG mobiBus aus Darmstadt übergeben, ein weiteres Modell ist seit 2011 in Bayreuth/Oberfranken bei einem Privatunternehmen vertreten und fährt im Stadtliniennetz.
2010 erfolgte bei dem Typ ein Facelift.
Am 11. April 2011 gab VDL bekannt, dass der GVB Amsterdam 70 Citea bestellt hatte. VDL erhielt im Januar 2013 eine Bestellung von 60 Citea LLE durch die Rheinbahn. Die beiden Testfahrzeuge des Leichtbaumodells erreichten zuvor in einem zweijährigen Test höhere Kraftstoffeinsparungen als ein Hybridfahrzeug, das im gleichen Zeitraum ebenfalls durch die Rheinbahn getestet wurde.
2014 unterzeichneten die Berliner Verkehrsbetriebe (BVG) mit VDL einen Liefervertrag von bis zu 236 Citea, die bis 2019 die Flotte der BVG modernisieren sollten. Die ersten 40 Fahrzeuge wurden 2015 ausgeliefert, bis 2016 erfolgte die Auslieferung weiterer 70 Fahrzeuge. Probleme mit unangenehmen Geruchsemissionen konnten erst nach einigen Monaten behoben werden. Im Oktober 2016 gab die BVG bekannt, nicht alle 236 Fahrzeuge aus dem Vertrag abzurufen. Es blieb bei den 110 gelieferten Fahrzeugen.

### Hybrid
Am 1. Dezember 2010 wurden zwei Hybrid-Citeas des Typs CLF-120Hybrid der Connexxion in Enschede präsentiert. Die Hybridtechnik stammte von Vossloh-Kiepe. Die TU Darmstadt hatte Anteil an der Konstruktion. Im März 2011 wurden deshalb auch drei Citea SLF-120Hybrid an die HEAG mobiBus ausgeliefert.

### Elektrobusse

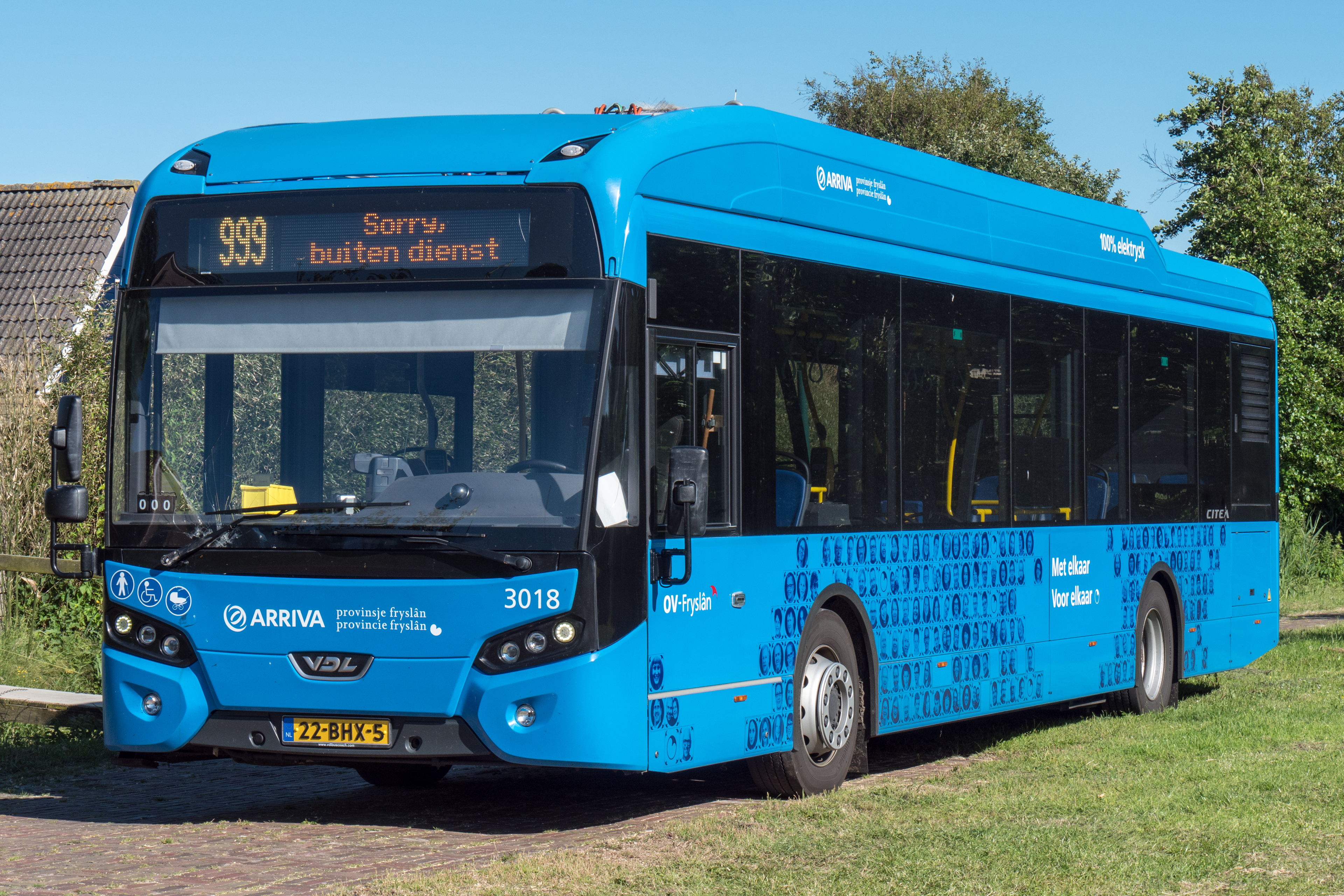
VDL Citea SLF-120 Electric in Nes (Ameland)

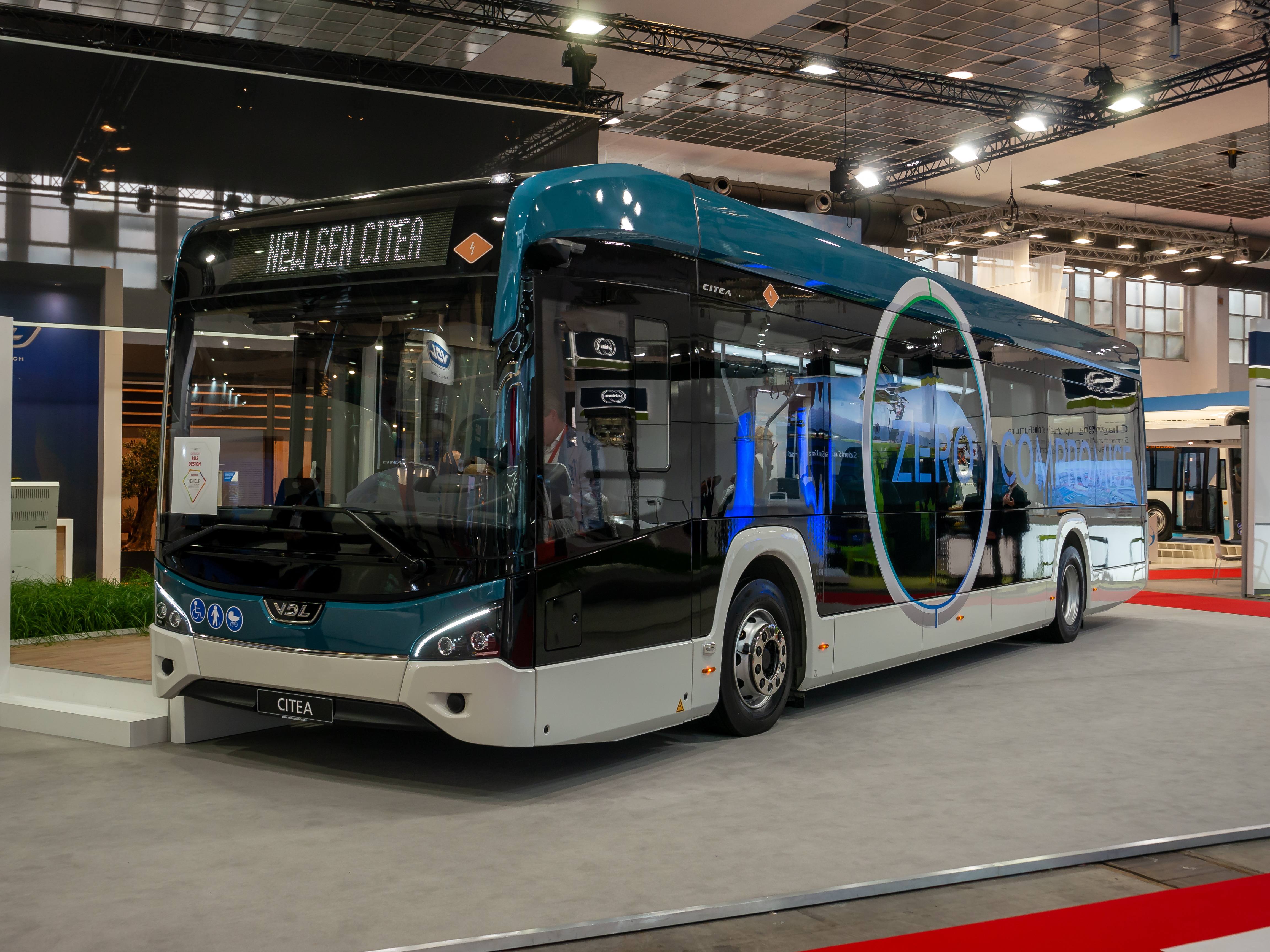
Citea 3

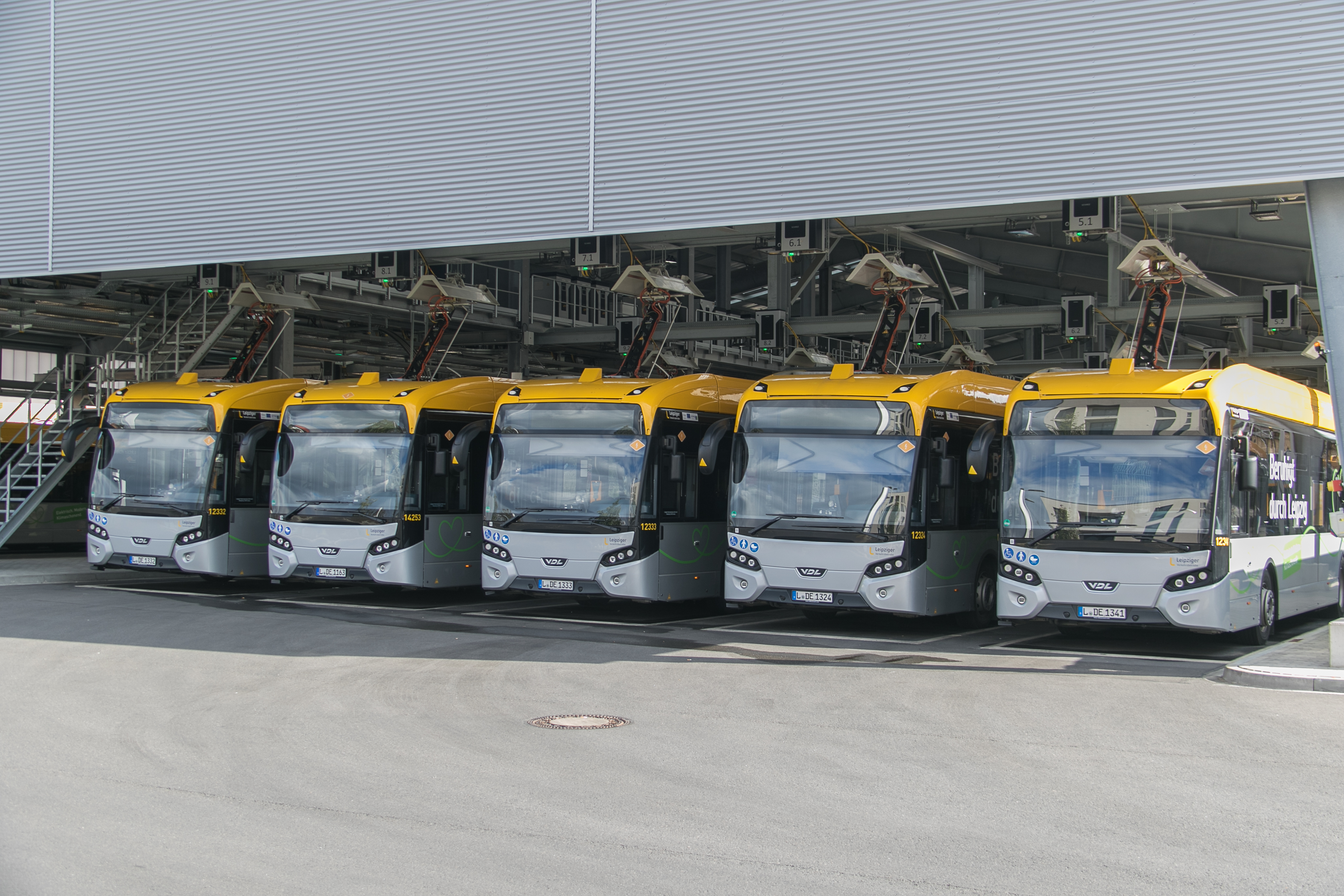
Citea Elektrobusse der Leipziger Verkehrsbetriebe an der Ladestation

Beim Citea SLF Electric handelt es sich um einen 12 Meter langen, vollelektrischen Niederflurbus. Er ist mit verschiedenen elektrischen Antrieben und Batteriepaketen lieferbar.
Beim Citea SLFA 181 Electric handelt es sich um ein 18,1 Meter langes, vollelektrisches Gelenkbusmodell. Dieses wurde erstmals im Mai 2015 im Rahmen des Weltkongresses der UITP in Mailand der Öffentlichkeit vorgestellt. Um die 1380 kg schwere Lithium-Ionen-Batterie mit einem Energieinhalt von 122,6 kWh im Betrieb nachladen zu können, verfügt der Citea SLFA Electric über ein Stromabnehmer-Schnellladesystem. Der Stromabnehmer ist auf dem Dach des Vorderwagens oberhalb der zweiten Achse installiert. An den Endhaltestellen kann mit bis zu 250 kW Ladeleistung nachgeladen werden. Der Bus verfügt über 43 Sitz- und 82 Stehplätze. Der Citea SLFA Electric kommt seit 2016 unter anderem auf der E-Bus-Linie 133 der Kölner Verkehrs-Betriebe (KVB) zum Einsatz (9 Fahrzeuge).
Bei Hermes in Eindhoven werden unter dem Markennamen „Bravo“ seit Dezember 2016 insgesamt 43 Gelenkbusse des Typs Citea SLFA-181 Electric eingesetzt.
Nach der Lieferung von 47 Gelenkbussen Citea SLFA Electric an die Kieler Verkehrsgesellschaft (KVG) von September 2020 bis September 2021 wurden weitere zwanzig Citea SLF-120 Electric zur Lieferung bis Ende 2021 von der KVG bestellt.
Der Citea LLE-Electric ist ein knapp 10 Meter langes Low-Entry-Elektrobus-Modell mit neun Lithium-Ionen-Batterien je 20 kWh mit 66,6 V für 300 Ah und einem Siemens-Elektromotor für 160 kW. Zahlreiche solcher Fahrzeuge werden seit 2019 bei Connexion in Noord-Holland (Bereich Alkmaar und Hoorn) eingesetzt. Die 26 Sitz- plus 2 Klappsitz- und 24 Stehplätze sowie einen Rollstuhlplatz bietenden Busse werden ausschließlich in den Betriebshöfen geladen.

## Bus of the Year
Aufgrund seiner Wirtschaftlichkeit und Umweltfreundlichkeit wurde der Citea auf der IAA in Hannover am 23. September 2010 zum Bus of the Year 2011 gekürt.

## Betreiber des Citea
Der Citea wird unter anderem von folgenden Unternehmen betrieben:
| Typ               | Verkehrsunternehmen                                                | Anzahl                        | Wagennummer des Verkehrsbetriebs                                                                                          |
| ----------------- | ------------------------------------------------------------------ | ----------------------------- | --- |
| CLF 120           | Arriva                                                             | 1                             | 562 (nun wieder bei GVB 009)                                                                                              |
| CLF 120           | Connexxion                                                         | 1                             | 3327 |
| CLF 120 Hybrid    | Connexxion                                                         | 2                             | 3328 + 3329 |
| CLF 120           | HEAG mobiBus Darmstadt                                             | 1                             | 272 (nach Unfall ausgeschieden)                                                                                           |
| SLF 120 Hybrid    | HEAG mobiBus Darmstadt                                             | 3                             | 980–982 |
| CLE 137           | Connexxion                                                         | 10                            | 3490–3499 |
| XLE 137           | Connexxion                                                         | 22                            | 5760–5781 |
| SLE 120           | B&C (BE)                                                           | 1                             | 111075 |
| CLE 120           | De Wilg (BE)                                                       | 2                             | 441314 + 441315 |
| CLF 120           | GVB (Amsterdam)                                                    | 1                             | 009 (vorher Arriva 562)                                                                                                   |
| SLF 120           | GVB Amsterdam                                                      | 70 Option: 70                 | 1101–1170 |
| LLE 120           | JeNah (Jena)                                                       | 1                             | im Testbetrieb |
| LLE 120           | Rheiner Verkehrsbetriebe Mersch (StadtBus Rheine)                  | 2                             | 466 + 467 |
| SLF 120           | Omnibusbetrieb Saalekreis                                          | 1                             | 211 |
| SLF 120/250       | KVG Braunschweig                                                   | 7                             | |
| CLE 120           | V.R.B.O. (BE)                                                      | 1                             | 221198 |
| CLE 137           | Netbus, Stamholmen (DK)                                            | 1                             | 7000 |
| CLE 137           | Netbus, Skibby (DK)                                                | 4                             | 8535–8538 |
| CLF 120           | RET Rotterdam                                                      | 2                             | 404+405 |
| CLF 120           | Roads & Transport Authority (RTA)                                  | 518                           | 1506–2026 |
| CLF 120           | TEC                                                                | 227                           | TEC Charleroi (7.701–7.763) TEC Hainaut (3.851–3.898) TEC Namur-Luxembourg (4.600–4.629) TEC Liège-Verviers (5.420–5.505) |
| CLF 120           | Veolia Transport Nederland                                         | 1                             | 121 |
| CLE 120           | Yprabus (BE)                                                       | 1                             | 466117 |
| LLE 120           | Regionalverkehrsdienst Gründau                                     | 2                             | 138, 813 |
| LLE 120           | Stadtwerke Münster                                                 | 3                             | 1360, 1361, 1362 |
| LLE 120           | Rheinbahn AG, Düsseldorf                                           | 102                           | 7611–7670 7801–7842 |
| LLE 120           | Berliner Verkehrsbetriebe (BVG)                                    | 110 (236 bestellt)            | Die BVG plant keine weiteren Fahrzeuge aus dem Liefervertrag abzurufen                                                    |
| DLF 114           | Berliner Verkehrsbetriebe (BVG)                                    | 7                             | Prototyp im Testbetrieb                                                                                                   |
| LLE 120           | West Energie u. Verkehr, Geilenkirchen                             | 7                             | 2006–2012 |
| LLE 120           | ASEAG, Aachen                                                      | 27 (+ 25 weitere Anfang 2020) | 353–362, 380–383, 390 (das Testfahrzeug, Wagen 343, hat die Flotte Ende 2015 nach einem Jahr wieder verlassen)            |
| LLE 120           | Kooperation östliches Ruhrgebiet (DSW21, BOGESTRA, HCR, Vestische) | 4                             | Testbetrieb |
| SLE 120           | De Lijn                                                            | 3                             | |
| SLF Hybrid        | De Lijn                                                            | 105                           | |
| LLE 120           | NIAG Moers                                                         | 8                             | 4401–4408, werden in Kleve teilweise auch auf Linien der Look Busreisen eingesetzt                                        |
| SLF 120           | Kölner Verkehrsbetriebe (KVB)                                      | 1                             | 5002 |
| SLF 120 Electric  | Kölner Verkehrsbetriebe (KVB)                                      | 5                             | Auslieferung Q4/2020 |
| LLE 120           | Kölner Verkehrsbetriebe (KVB)                                      | 1                             | 5003 |
| SLFA 180          | Kölner Verkehrsbetriebe (KVB)                                      | 1                             | 751 |
| SLFA 181 Electric | Kölner Verkehrsbetriebe (KVB)                                      | 9 48 51                       | 6001–6008 (2016) + 6009 (2018) 6010–6012, 6020–6064 (Q4/2020) 7020–70xx (seit Q4/2023)                                    |
| SLF Electric      | Stadtwerke Münster                                                 | 12                            | 1560–1564, 1862–1866, 1960+1961                                                                                           |
| SLE 129           | Hermes (Bravo), Eindhoven                                          | 65                            | 1221–1285 |
| SLFA 181 Electric | Hermes (Bravo), Eindhoven                                          | 43                            | 9501–9543 |
| SLFA 181 Electric | Stadtwerke Osnabrück                                               | 62                            | 201–213 |
| SLF-E 120         | Leipziger Verkehrsbetriebe (LVB)                                   | 21                            | 12322–12342 |
| SLF-E 120         | STOAG Stadtwerke Oberhausen                                        | 2 (15 weitere bestellt)       | 760+761 (erste Serie) |
| SLF-E 120         | Vestische Straßenbahnen                                            | 2                             | 979 |
| LLE-99 Electric   | Verkehrsgesellschaft Gersprenztal mbH (VGG)                        | 1                             | 36 |
| SLFA 181 Electric | Keolis Sverige                                                     | 4                             | |
| SLFA-187 Electric | Kieler Verkehrsgesellschaft (KVG Kiel)                             | 47                            | 062–086, 167–183, 185–188, 190+191                                                                                        |
| SLF-120 Electric  | Kieler Verkehrsgesellschaft (KVG Kiel)                             | 20                            | 211–221, 223–231 |
| SLF-120 Electric  | Verkehrsbetriebe Kreis Plön (VKP Plön)                             | 7                             | 213–215, 223–226 |
| LF-122 Electric   | STOAG Stadtwerke Oberhausen                                        | 12                            | 792–802, 805 |
| LF-122 Electric   | Kieler Verkehrsgesellschaft (KVG Kiel)                             | 3                             | 521, 522, 526 (weitere in Auslieferung)                                                                                   |